# 60-й Нью-Йоркский пехотный полк
60-й Нью-Йоркский пехотный полк (60th New York Volunteer Infantry Regiment) — представлял собой один из пехотных полков армии Союза во время Гражданской войны в США. Полк был сформирован в октябре 1861 года и прошёл все сражения Потомакской армии на Востоке от второго сражения при Булл-Ран до сражения при Геттисберге, после чего сражался на Западе, участвовал в Атлантской кампании, в марше Шермана к морю и Каролинской кампании и был расформирован 17 июля 1865 года.

## Формирование
5 июля 1861 года полковник ополчения, Чальз Брундаж был уполномочен сформировать пехотный полк, использую в качестве основы 33-й Нью-Йоркский полк ополчения. Полк был сформирован в Огденсберге (штат Нью-Йорк) 25 октября 1861 года. 30 октября 1861 года полк был принят на службу в армию США сроком службы на 3 года. Роты полка были набраны в основном: A — в Кэнтоне, Хермоне, Потсдаме, Расселле, Мадриде, Колтоне Паришвиле и Говернере; B — в Говернере, Макомбе и Депейстере; C — в Хаммонде, Морристоне, Освегетчи, Эдвардсе, Росси, Расселе и Фоулере; D — в Расселе, Эдвардсе, Пьеррпонте и Кентоне; E — в Мэлоне, Бангоре и Брэндоне; F — в Огденсберге и Хевельтоне; G — в Мадриде, Уоддингтоне, Луисвилле, Массене и Норфолке; H — в Чемплене, Моерсе, Элленберге, Элтоне, Чейзи, Саранаке и Лисбоне; I — в Лисбоне, Стокхольме и Брешере; K — в Стокгольме и Ричвилле.
Его первым командиром стал полковник Уильям Хайуорд, подполковником Уильям Гудрич и майором Чарльз Брундаж.

## Боевой путь
4 ноября полк покинул штат и отбыл в Балтимор, где был включён в дивизию генерала Дикса и использовался для службы в Балтиморе, между Балтимором и Вашингтоном, и в Харперс-Ферри. В январе 1862 года служащие полка подали прошение о смещении полковника Хайуорда, надеясь. что полковником станет Уильям Гудрич, однако, полковником 18 января был назначен Джордж Грин. 28 апреля Грин получил звание бригадного генерала и покинул полк, и на его место был назначен Уильям Гудрич. Брундаж стал подполковником, а майором — Эдвард Джеймс.
28 — 30 мая 1862 года полк оборонял Харперс-Ферри, а в июне был включён в бригаду Джона Слоу (в дивизии Зигеля) и участвовал в сражениях в долине Шенандоа. В августе полк был переведён в Вирджинскую армию Джона Поупа, где бригаду Слоу стала второй бригадой дивизии Джеймса Купера.
28 августа майор Джеймс уволился и стал подполковником 106-го Нью-Йоркского пехотного полка.
II корпус Вирджинской армии не участвовал во втором сражении при Булл-Ран; после сражения корпус был переименован в XII корпус Потомакской армии и участвовал в Мерилендской кампании, где числился в бригаду Уильяма Гудрича в дивизии Джорджа Грина. 17 сентября во время сражения при Энтитеме полком командовал подполковник Чарльз Брундаж. В этом бою, участвуя в наступлении дивизии Грина на плато у Данкер-Чеч, полк потерял 4 человек убитыми и 18 ранеными, из последних 4 ранения оказались смертельными. В этом же бою погиб полковник Уильям Гудрич (командир бригады).